# Harris Eisenstadt

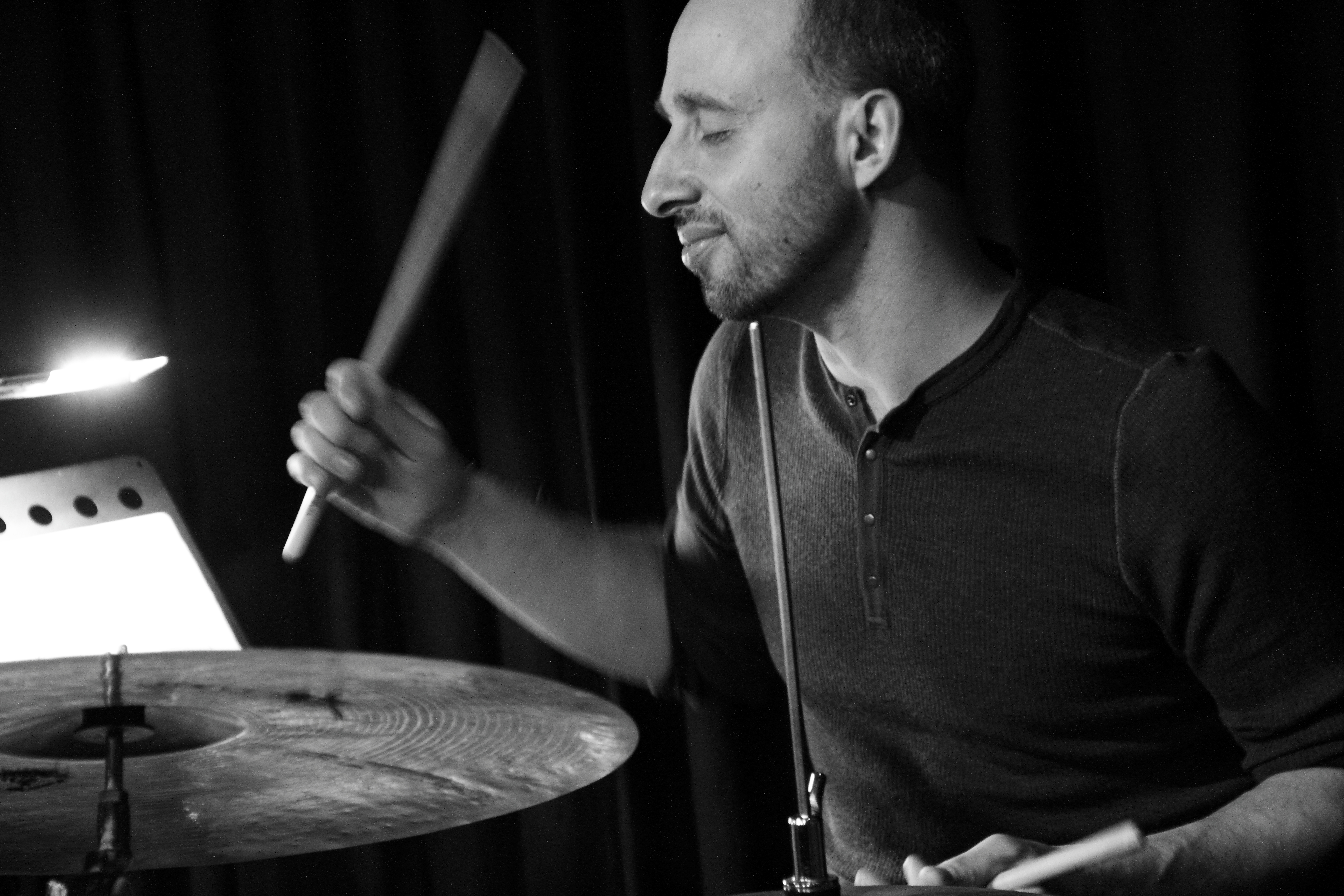
Harris Eisenstadt, 2014

Harris Eisenstadt (* 1975 in Toronto, Ontario) ist ein kanadischer Jazzschlagzeuger, Perkussionist, Komponist und Bandleader. The New Yorker lobt seine „tiefgründige und elastische Sicht auf improvisierte Musik in Besetzungen, die sowohl klein als auch ausgedehnt sind“.

## Leben und Wirken

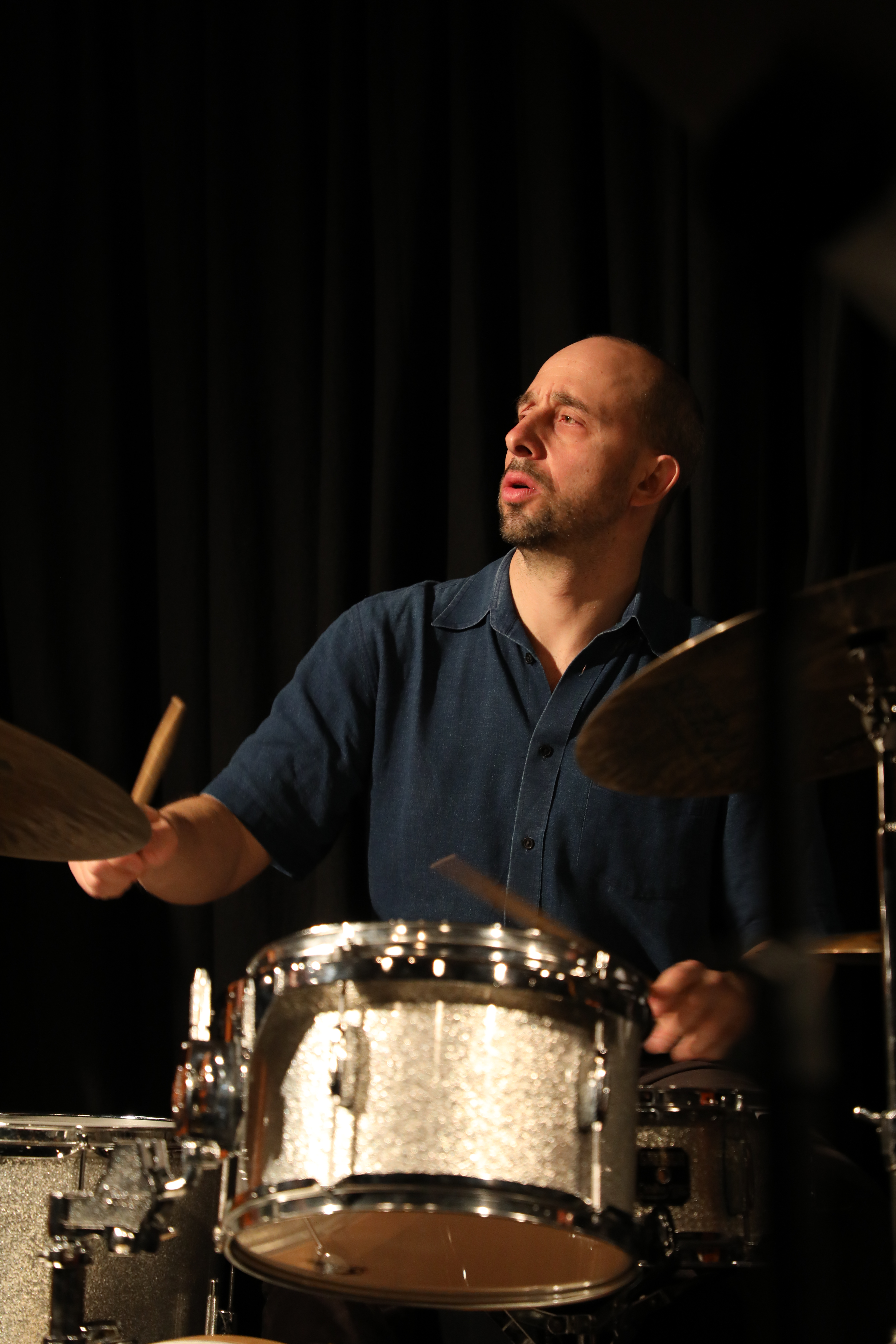
Mit Larry Ochs’ The Fictive Five, 2019

Eisenstadt erwarb den Grad eines Bachelor für Literatur und Musik am Colby College (1998) und eines Master für afroamerikanische Improvisationsmusik als Stipendiat des California Institute of the Arts. Er studierte Schlagzeug bei Barry Altschul, Gerry Hemingway, Joe LaBarbera und Joe Porcaro, afrikanische Musik bei Beatrice Ladzekpo, Jalamang Camara, Mamady Danfa und Malick Faye, Harmonielehre bei Paul Caputo und Komposition bei Wadada Leo Smith.
Mit dem Saxophonisten und Komponisten Jason Mears gründete Eisenstadt das Ahimsa Orchestra und das elfköpfige Kreative Orchestra of Los Angeles (KOLA). Mit dem Ahimsa Orchestra spielte er 2003 in Brooklyn die Uraufführung seiner dreiteiligen Suite Non-Violence und 2004 die Variations for Creative Orchestra. Für KOLA schrieb er die Stücke Kola 1 und Kola 2, die beide 2004 uraufgeführt wurden. Zu hören ist er u. a. auch auf In Memoriam von François Houles Genera Sextet (2023).
Daneben leitet Eisenstadt zwei weitere Ensembles: Canada Day (mit Matt Bauder, Nate Wooley, Chris Dingman und Eivind Opsvik) und Guewel (mit Taylor Ho Bynum, Nate Wooley, Mark Taylor und Josh Sinton). Das Album Canada Day erschien 2009. Weiterhin arbeitet er im Duo mit der improvisierenden Fagottistin Sara Schoenbeck, die seine Ehefrau ist, in Trios mit Achim Kaufmann und Mark Dresser und mit Jeb Bishop und Jason Roebke sowie im Convergence Quartet mit Taylor Ho Bynum, Alexander Hawkins und Dominic Lash.
Mit Wadada Leo Smith wirkte er am Film The Wedding Crashers (2005) mit, in Tanzprojekten arbeitete er mit den Urban Bushwomen in New York City, mit dem Butoh-Tänzer Oguri und dem CalArts Dance department zusammen. Er war als Musiker Mitglied des Ensembles der Macbeth-Adaption von Stephen Dillane (2004–06) und spielte in der Uraufführung der Oper Wet at REDCAT von Anne LeBaron 2005 in Los Angeles.
Eisenstadt wurde u. a. mit dem Durfee Foundation Grant (2004), dem American Composers Forum Subito Grant (2004 und 2005) und dem Meet the Composer Global Connections Grant (2006) ausgezeichnet und war 2006 Composer in Residence beim Sonic Courage Festival der SOCAN. Eisenstadts erstes Orchesterwerk Palimpsest wurde vom American Composers Orchestra (2011) uraufgeführt. Sein zweites Orchesterstück Four Songs wurde vom Brooklyn Conservatory Community Orchestra (2013) in Auftrag gegeben. Eisenstadts erstes Streichquartett Whatever Will Happen, That Will Also Be wurde vom Mivos Quartet (2015) aufgenommen. Uraufgeführt wurde es im Rahmen von Eisenstadts Kuratoren-Tätigkeit mit einem zwölfköpfigen Ensemble im New Yorker The Stone 2015 und erschien 2017 auf dem Label No Business. Sein Kompositionsprojekt Poschiavo 50 (2017), eine Sammlung von fünfzig Kompositionen für Ensembles jeder Größe, wurde in der Schweiz, in Brasilien, Kuba, New York (2018 in The Stone) und Kanada aufgeführt. 
Er gab Workshops an der Arizona State University, am Mills College, dem College of Santa Fe und der University of California, San Diego, beim Jazz-Erziehungsprogramm Rhythm Is Our Business am Lincoln Center und bei den Sommerworkshops des Henry Mancini Institute für Studenten in Los Angeles. 2020 schloss Eisenstadt das erste Kapitel des laufenden Musik- und Filmprojekts mit dem Titel We Are All Worthy of One Another ab, eine Zusammenarbeit mit dem kubanischen Künstlerkollektiv El Almacén in Matanzas, an der über 30 kubanische folkloristische und klassische Musiker und Crewmitglieder teilnahmen. Des Weiteren lieferte Eisenstadt Beiträge für Rundfunkprogramme, Artikel und Podcasts, die in National Public Radio, Public Radio International, Afropop Worldwide und in John Zorns Arcana erschienen.
Eisenstadts Aufnahmen werden regelmäßig in die Bestenlisten der Kritiker aufgenommen, und er wurde in den letzten Jahren in die Kategorien Rising Star Percussion und Arrangeur der internationalen Kritikerumfrage des Down Beat aufgenommen. Seine Musik erschien seit 2000 u. a. auf den Labels Songlines, Clean Feed, Astral Spirits und NoBusiness Records. Bei mehr als sechzig Aufnahmen legte er über zwanzig als Leiter eigener Projekte vor.

## Diskographie
- Last Minute of Play in this Period mit Wadada Leo Smith und Vinny Golia, 2000
- Fight or Flight mit Ellen Burr, Brad Dutz, Bruce Fowler, David Philipson, 2002
- Jalolu mit Paul Smoker, Roy Campbell, Taylor Ho Bynum, Andy Laster, 2004
- Vista mit Sam Rivers und Adam Rudolph, 2004
- Ahimsa Orchestra mit Steve Adams, David Brandt, Kyle Bruckmann, Ellen Burr, Jessica Catron, Alex Cline, Dan Clucas, George Cremaschi, Vinny Golia, Phillip Greenlief, Bill Horvitz, George McMullen, Sara Schoenbeck, Kris Tiner, Toyoji Tomita, Brian Walsh, Omid Zoufonoun, 2005
- The Soul and Gone mit Jason Adasiewicz, Jeb Bishop, Jason Mears, Jason Roebke, 2005
- The All Seeing Eye + Octets mit Chris Dingman, Daniel Rosenboom, Aaron Smith, Andrew Pask, Brian Walsh, Sara Schoenbeck, Scott Walton, Marc Lowenstein, 2006
- Canada Day II (Songlines, 2011) mit Chris Dingman, Matt Bauder, Nate Wooley, Garth Stevenson
- The Destructive Element (Clean Feed Records, 2016) mit Ellery Eskelin, Angelica Sanchez
- The Convergence Quartet: Owl Jacket (NoBusiness, 2015), mit Taylor Ho Bynum, Alexander Hawkins und Dominic Lash
- On Parade in Parede (Clean Feed, 2017)
- Recent Developments (Songlines, 2017)
- Old Growth Forest II (2019), mit Tony Malaby, Jeb Bishop, Jason Roebke

## Kompositionen
- Non-Violence, 2003
- Kola 1, 2004
- Kola 2, 2004
- Variations for Creative Orchestra, 2004
- Relief, 2005
- What We Were Told, 2006
- Without Roots für Kammerorchester, 2006
- Canada Day III, 2012

## Belege
1. 1 2  Harris Eisenstadt. All About Jazz, 3. Mai 2020, abgerufen am 11. Mai 2020 (englisch).
2. ↑  The Stone Residency: Harris Eisenstadt’s rhythm/melody feast, Jazz Beyond Jazz 24. August 2015, abgerufen am 3. November 2015.

| Personendaten    | Personendaten                               |
| ---------------- | ------------------------------------------- |
| NAME             | Eisenstadt, Harris                          |
| KURZBESCHREIBUNG | kanadischer Jazzperkussionist und Komponist |
| GEBURTSDATUM     | 1975                                        |
| GEBURTSORT       | Toronto, Ontario                            |